# Argun (Cecenia)
Argun (in russo Аргун?; in ceceno: Орга-ГІала, Orga-Ğala) è una città della Russia che si trova nella Repubblica Cecena.

## Geografia
La città è situata nella pianura cecena, che sorge sulle rive del fiume Argun, a 10 chilometri dalla capitale cecena Groznyj. È circondato dai rajon di Groznyj (a ovest e a nord), di Gudermes (a est) e dal Šalinskij (a sud).

## Storia
Nel XVIII secolo al posto dell'odierna città esisteva il villaggio Ustargardoj, e ancora oggi gli abitanti della località russa chiamano così il proprio luogo d'origine. Argun è stato devastato dalle guerre cecene, e quasi tutte le attuali costruzioni sono risalenti a dopo il conflitto. 
Nel 2014 la città ha una nuova moschea, la moschea Aymani Kadirova. È in costruzione il quartiere innovativo Argun-City..

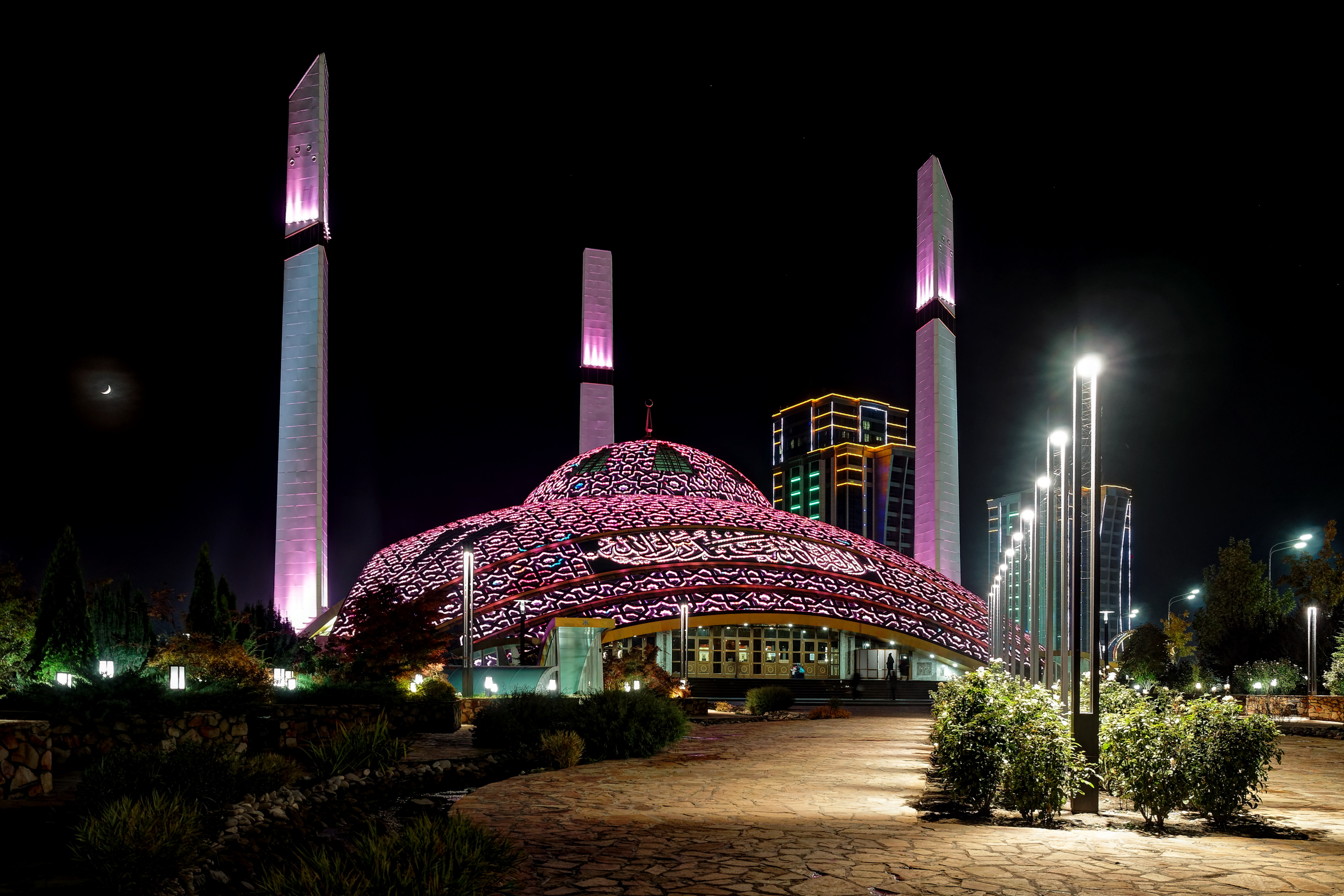
Moschea Aymani Kadirova

## Popolazione
| 1970    | 1979    | 1989    | 1996    | 2002    | 2003    | 2005    |
| ------- | ------- | ------- | ------- | ------- | ------- | ------- |
| 15 148  | ↗21 652 | ↗25 491 | ↘23 400 | ↗25 698 | ↗25 700 | ↗26 900 |
| 2007    | 2008    | 2009    | 2010    | 2011    | 2012    | 2013    |
| ↗29 100 | ↗40 100 | ↗41 767 | ↘29 525 | ↘29 500 | ↗30 647 | ↗32 058 |
| 2014    | 2015    | 2016    |         |         |         |         |
| ↗33 207 | ↗34 078 | ↗35 738 |         |         |         |         |

## Economia
Ad oggi Argun è una cittadina in piena evoluzione economica; sono presenti i seguenti stabilimenti:
- Zuccherificio
- Cementificio
- Fabbrica di farina
- Centrale energetica di Argun